# Рудий Руслан Ігорович
Русла́н І́горович Рудий — старший лейтенант Збройних сил України, учасник російсько-української війни.

## Життєпис
У лавах ЗСУ з 2011 року.
На початку березня 2014-го підрозділ Руслана Рудого підняли по тривозі, після навчань — на сході України. Підрозділ ніс службу на блокпостах в Маріуполі. По тому — Амвросіївка, Краснодон, Ізварине. Перебував у складі оточених військ на кордоні з Росією. Ніс службу на блокпосту, який постійно обстрілювали. 24 липня 2014-го під Червонопартизанськом, на кордоні з Росією, зазнав поранень, несумісних з життям — куля зі зміщеним центром залетіла під бронежилет, пробила, легені, пошкодила хребет, вийшла через печінку. Але вижив — завдяки лікарям, волонтерам та відданості дружини, яка разом з грудною дитиною слідувала за Русланом по госпіталях.
Командир батальйону вирішив повезти кількох важких поранених на територію Росії — до своїх позицій не довезли б живими. Рухалися через пропускний пункт Червонопартизанськ — Гуково, оперований у Гуковому Ростовської області лікарем з Міжнародного Червоного Хреста. Того ж дня відправлений до Ростова-на-Дону «швидкою», відтіля літаком у Київ. 26 липня був у київському госпіталі. Лежав у реанімації, підключений до апаратів підтримки життєдіяльності, дихав самостійно. Через два тижні відчув поколювання в кінчиках пальців, зміг ними поворушити.
З дружиною Людмилою виховують доньку Вікторію 2013 р.н. Дружина родом із села Малі Мошківці Андрушівського району. Нагороджена медаллю «За вірність та кохання».

## Нагороди
За особисту мужність і героїзм, виявлені у захисті державного суверенітету та територіальної цілісності України, вірність військовій присязі під час російсько-української війни
- нагороджений орденом Богдана Хмельницького III ступеня (26.2.2015).
- медаллю «За оборону рідної держави» (вересень 2014)